# Stefan Jaworski (Metropolit)

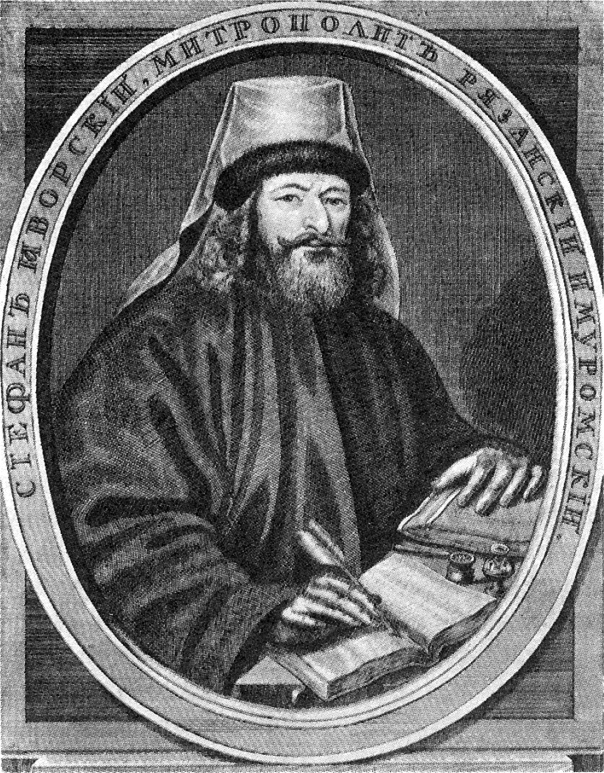
Stefan Jaworskyj

Stefan Jaworski (russisch Стефан Яворский, ukrainisch Стефан Яворський Stefan Jaworskyj, polnisch Stefan Jaworski; * 1658 in Jaworów, Woiwodschaft Ruthenien, Polen-Litauen; † 27. Novemberjul. / 8. Dezember 1722greg. in Moskau, Russisches Kaiserreich) war ein ukrainischer und russischer Theologe, Philosoph, Schriftsteller, Dichter, Essayist, Prediger, Metropolit von Rjasan und Murom und Präsident der Heiligen Synode der russisch-orthodoxen Kirche.

## Leben
Stefan Jaworski kam als Симеон Іванович Яворський Symeon Iwanowytsch Jaworskyj im galizischen Jaworów, dem heutigen Jaworiw in der ukrainischen Oblast Lwiw als Sohn eines kleinen ruthenischen Edelmanns zur Welt. Er trat, bereits umfangreich vorgebildet, 1673 in die Kiewer Mohyla-Akademie ein, gewann die Gunst deren Rektors, des späteren Metropoliten von Kiew Warlaam Jassynskyj (Варлаам Ясинський 1627–1707) und graduierte dort 1684. Im Anschluss studierte er an Jesuitenschulen in Lwów und Lublin Philosophie und in Poznań und Vilnia Theologie.
Als er 1687 oder 1689 nach Kiew zurückkehrte, verurteilte er den Katholizismus, wurde 1689 orthodoxer Mönch und nahm den Namen Stefan an, woraufhin er zum Professor an der Kiewer Mohyla-Akademie ernannt wurde. Ab 1690 lehrte er dort Rhetorik, von 1691 bis 1693 Philosophie und zwischen 1693 und 1698 Theologie. Von 1698 an wurde er in Kiew als Redner und Dichter beliebt. Von 1697 an war er Hegumen des Sankt-Nikolaus-Klosters in Kiew-Petschersk. 1700 wurde er zum Metropoliten von Rjasan und Murom.
Am 1. Dezember 1701 wurde er in Moskau Exarch der russisch-orthodoxen Kirche und unterstützte zunächst Peter den Großen bei dessen Bildungs- und Kirchenreform. Jedoch fiel er, aufgrund seiner Verteidigung der kirchlichen Autonomie, seiner Intoleranz gegenüber dem Protestantismus, seiner Kritik am Kaiser und seiner Opposition gegen Theophan Prokopowitsch bei Peter in Ungnade, sodass ihm 1712 verboten wurde zu predigen und er ab 1718 in Sankt Petersburg leben musste. 1721 ernannte ihn Peter der Große zum Präsidenten der Heiligen Synode, einer von Jaworski verabscheuten Institution.
Jaworski war ein Vertreter der barocken Scholastik. Er verfasste religiöse Verse und Lobreden, unter anderem zum Hetman Iwan Masepa und Peter dem Großen, des Weiteren barocke Predigten und polemische Abhandlungen, die mit der glühenden Verteidigung der Orthodoxie und des Dogmatismus sowie dem Protest gegen den Katholizismus durchtränkt waren. Als sein Hauptwerk gilt seine antiprotestantische dogmatische Abhandlung „Der Stein des Glaubens“.
Jaworski starb in Moskau und wurde in der Erzengel-Kathedrale im Rjasaner Kreml bestattet.